# Il divo Garry
Il divo Garry (titolo originale in inglese: Present Laughter) è una commedia di Noël Coward, andata in scena in prima assoluta a Blackpool nel 1942.
Il titolo originale proviene da un verso de La dodicesima notte, "present mirth hath present laughter", e la commedia ha forti tratti autobiografici. Il protagonista è l'attore Garry Essendine, che si prepara a una lunga tournée teatrale in Africa. In mezzo a una serie di situazioni farsesche Garry ha a che fare con tutte le donne della sua vita, tra cui la giovane amante, la segretaria e l'ex moglie, mentre affronta una crisi di mezza età. Il ruolo principale di Garry, interpretato al debutto dallo stesso Coward, ha richiamato nel corso degli anni attori teatrali di rilievo, tra cui Clifton Webb, Nigel Patrick, Albert Finney, Donald Sinden, Peter O'Toole, Simon Callow, Victor Garber, Ian McKellen, Alex Jennings, Kevin Kline, Andrew Scott e Gianfranco Jannuzzo nella prima italiana del 2008.

## Trama
Atto I
Dopo aver passato la notte con l'acclamato attore Garry Essendine, Daphne Stillington si sveglia nel suo appartamento e mentre aspetta che anche l'amante si alzi da letto incontra tre dei suoi dipendenti: Miss Erikson, la governante, Fred, il valletto, e Monica, la segretaria. Nessuno dei tre è sorpreso della presenza della ragazza e appena sveglio Garry usa i suoi toni soavi per buttare fuori la giovane. Liz Essendine, l'ex moglie dell'attore, viene in visita per dirgli che crede che Morris Dixon, il suo agente, abbia una relazione adulterina con Joanna, la moglie del produttore Henry Lyppiatt. La conversazione è interrotto dall'arrivo di Roland Maule, un aspirante commediografo che ha chiesto a Garry un'opinione sulla sua ultima fatica teatrale. Dopo aver congedato la moglie, Garry congeda elegantemente anche lo scrittore per ricevere Morris ed Henry. Rimasto solo con l'agente, Garry gli chiede se è vero che ha una liaison con la moglie dell'amico: l'uomo nega e Garry telefona a Liz per smentire il pettegolezzo.
Atto II
Tre giorni dopo Joanna bussa alla porta di Garry nel cuore della donna con motivi pretestuosi, ma la vera ragione della visita è sedurre l'attore: Garry ne è consapevole, ma si lascia portare a letto. La mattina dopo Joanna esce dalla camera da letto con il pigiama di Garry e, come Daphne alcuni giorni prima, incontra gli stupefatti Miss Erikson, Fred e Monica. Liz arriva e minaccia Joanna di rivelare tutto a Morris, ma le due vengono interrotte dall'arrivo di Roland, che sostiene di avere un appuntamento con Garry. Monica accompagna lo scrittore nella stanza accanto, per aspettare insieme l'arrivo del grande attore. Quando Garry scene in salotto viene accolto da Lady Saltburn, alla cui nipote l'attore ha promesso un'audizione: con suo grande orrore, Garry scopre che la nipone in questione è Daphne.
Atto III
Una settimana è passata ed è la vigilia della partenza di Garry per l'Africa. Mentre Garry si rilassa in salotto riceve la visita di Daphne, che gli rivela di avere un biglietto per partire con lui per l'Africa. Quando il campanello suona nuovamente, Daphne si nasconde nella stanza adiacente; Roland entra in casa di Garry e annuncia di essere intenzionato a seguirlo nel continente nero. Il campanello suona una terza volta e Roland si nasconde con Daphne nella stanza accanto. Joanna, anche lei con un biglietto per l'Africa, entra in salotto e annuncia di avere scritto una lettera ad Henry e Morris per rivelare l'accaduto. Alla fine arriva anche Liz, con l'annuncio che seguirà l'ex marito in Africa.
Henry e Morris arrivano per affrontare Garry sulla sua relazione con Joanna, ma l'attore risponde rivelando le altre scappatelle della moglie del produttore. Joanna, umiliata, schiaffeggia Garry e lascia l'appartamento. Henry e Morris si riappacificano con Garry e lasciano la casa di buon umore. Rimasti soli, Liz e Garry sorseggiano brandy e la donna annuncia all'ex marito che non solo ha intenzione di andare in Africa con lui, ma che lo risposerà anche. Garry accetta felice di tornare con lei.